# Stadsgalerij Breda
De StadsGalerij Breda is een kunst-en culturele instelling in het Centrum gelegen in de wijk Chassé Park van Breda.
Het is gevestigd in het voormalige Gebouw F van de Chassékazerne. De Gemeente Breda heeft het pand in bruikleen gegeven aan Stichting Tranzforma. De StadsGalerij Breda functioneert als een Kunsthal met kunstkamercharme. Er vinden onder andere tentoonstellingen plaats. Ook zijn er activiteiten met andere kunsten, zoals muziek, dans, theater en vormgeving.
Tijdens de cultuurevenementen Cultuurnacht Breda en Breda Photo in de StadsGalerij Breda ook te bezoeken en vinden er dan speciale activiteiten plaats.